# 진엑스
진엑스(본명: 김태진, 1980년 4월 7일 ~ )는 대한민국의 남성 힙합 가수로, 작사·작곡·편곡에 능하다.  그의 곡들은 신나고 경쾌하지만, 개성있는 랩핑으로 그의 스타일을 이끌어간다고 볼 수 있다.
2005년 마스터제이'keep that'을 함께 활동하고, 2006년 싱글 앨범 〈On＆On〉으로 데뷔하고, 2008년 싱글앨범 〈One Shot〉을 발표했다. 2008년 영화 《과속스캔들》에 랩퍼로 단역 출연을 했다.

## 음반

### 싱글
- 2006년 〈ON&ON〉
- 2008년 〈One Shot〉

## 영화
- 2008년 《과속스캔들》 ... 단역 (공연장 힙합그룹)